# Antipodoecia turneri
Antipodoecia turneri is een schietmot uit de familie Antipodoeciidae. De soort komt voor in het Australaziatisch gebied.